# Андроник III Велики Комнин
Андроник III Велики Комнин (на гръцки: Ανδρόνικος Γ΄ Μέγας Κομνηνός, около 1310 – 1332) е император на Трапезундскта империя, който царува от 3 май 1330 г. до 8 януари 1332 г. Син на император Алексей II Велики Комнин. Андроник III отблъсква тюркското нашествие, но царува по-малко от две години, като през това време излизат наяве вътрешнодинастичните конфликти в Трапезунд, довели до социално разцепление, а впоследствие и до гражданска война.

## Живот
Император Андроник III е роден през първата половина на XIV век в Трапезунд, столицата на Трапезундската империя. Авторите на труда „Византийски речник“ смятат, че раждането му може да се отнесе приблизително към 1310 г. Бащата на бъдещия монарх е император Алексий II от династията на Великите Комнини (1297 – 1330). Андроник е най-голямото дете в семейство, състоящо се от четирима сина и две дъщери. След неговото раждане се пояест момчета, Георги, Михаил и Василий, и момичетата Анна и Евдокия. Майката на Андроник е или грузинската принцеса Джиаджак Джакели, дъщеря на грузиндкия княз Бека I Джакели, или гъркиня, чието съществуване като съпруга на Андроник II през 2001 г. е предложено от историка Рустам Шукуров. Византистът Сергей Карпов нарича това предположение остроумно, вероятно и етимологично подкрепено, но без доказателства в историческите извори. Според Шукуров Андроник III получава името си в чест на своя далечен предшественик, византийския император Андроник I Комнин.
Андроник идва на власт на 3 май 1330 г. след смъртта на баща му. Първото му действие на трона е екзекуцията на по-малките му братя от Джакели: Георги и Михаил са екзекутирани. Сестра му Анна била постригана в монашество и постъпила в един манастир в Йерусалим, а последният брат – Василий, бяга в Константинопол, където по това време се намирал чичо му, бъдещият император Михаил I Велики Комнин. Както отбелязва Сергей Карпов, тези събития довели до факта, че враждите в династията на Великите Комнини приемат очевиден и кървав обрат. Освен това Андроник III отблъсква нашествието на турците от бейлика Хаджимирогулари под командването на Байрам-бек. Няма други сведения за периода на неговото управление. Известно е само, че той умира на 8 януари 1332 г., оставяйки трона на малкия си син, който скоро е свален от власт. Действията и престъпленията, които Андроник III извършва срещу братята си и други хора в империята, довели до разцепление в обществото, поставяйки империята на ръба на гражданска война, която започнала с възцаряването на Ирина Палеологини през 1340 г.

## Семейство
Името на съпругата на Андроник III е неизвестно. Той има едно дете, син Мануил. Според авторите на „Византийский речник“ той бил негов незаконен син. Генеалогът Келси Джаксън-Уилямс пише, че майка му може да бъде или неговата неназована съпруга, или негова любовница. Според Шукуров той получава името си в чест на сина на Андроник I Комнин, севастократора Мануил. След смъртта на баща си Мануил става император, но е свален от чичо си Василий на 23 септември 1332 г. На 13 или на 21 февруари 1333 г. той бил екзекутиран в Трапезунд.

### Цитирана литература
- ((ru)) Акишин, С. Ю.; Баранов, Г. В.; Голованов, А. Е. и др.. Мануил II Великий Комнин, In: К. А. Филатова (ed). Византийский словарь. В 2 т., 2 : М—Я. СПб., pp. 22—23, ISBN 978-5-367-01740-3
- ((ru)) Акишин, С. Ю.; Баранов, Г. В.; Голованов, А. Е. и др. (2011b). Андроник III Великий Комнин, In: К. А. Филатова (ed). Византийский словарь. В 2 т., 1 : А—Л. СПб, pp. 91—92, ISBN 978-5-517-08507-8
- Андроник III Великий Комнин. Православная энциклопедия. Москва, 2001, https://www.pravenc.ru/text/115418.html
- ((ru)) Карпов, С. П. (2017). История Трапезундской империи, Новая Византийская библиотека. Исследования (2-е изд., исправ. и доп). СПб.: Алетейя, ISBN 978-5903354078
- ((ru)) Михаил Панарет (1905). Трапезунтская хроника. – Труды по востоковедению, издаваемые Лазаревским институтом восточных языков. М.: Тип. Вяч. Ал. Гатцук
- ((ru)) Успенский, Ф. И. (2003). Очерки истории Трапезундской империи, Clio, предисловие и ред. С. А. Жебелева. СПб.: «Евразия», ISBN 5-8071-0141-3, http://rikonti-khalsivar.narod.ru/Usp00.htm
- Williams, Kelsey Jackson (2006). A Genealogy of the Grand Komnenoi of Trebizond. – Foundations, 2(3). St Andrews Research Repository, 1/2007,  171 - 189, ISSN 1479-5078, https://research-repository.st-andrews.ac.uk/bitstream/handle/10023/8570/Jackson_Williams_Grand_Komnenoi.pdf?sequence=1&isAllowed=y
- Miller, William (1926). Empire of Trebizond, the Last Greek Empire, https://babel.hathitrust.org/cgi/pt?id=mdp.39015019216228
- ((en)) Shukurov, Rustam M. (1995). AIMA : the Blood of the Grand Komnenoi. – Byzantine and Modern Greek Studies, 19. Birmingham: Centre of Byzantine, Ottoman and Modern Greek Studies at the University of Birmingham,  161—181, doi:10.1179/030701395790836630, ISSN 0307-0131, https://www.researchgate.net/publication/272223816_AlMA_the_blood_of_the_Grand_Komnenoi
- ((en)) Wroth, Warwick William (1911). Catalogue of the Coins of the Vandals, Ostrogoths and Lombards, and of the Empires of Thessalonica, Nicaea and Trebizond in the British Museum]]. London: Printed by order of the Trustees
- ((el)) Βουγιουκλάκη, Πηνελόπη (2003-10-17). Ανδρόνικος Γ΄ Μέγας Κομνηνός. – Εγκυκλοπαίδεια Μείζονος Ελληνισμού, архив на оригинала от 25 юли 2013, http://asiaminor.ehw.gr/forms/fLemma.aspx?lemmaid=3599&boithimata_State=&kefalaia_State=, посетен на 4 октомври 2022

|  | Тази страница частично или изцяло представлява превод на страницата Andronikos III of Trebizond и страницата „Андроник III Великий Комнин“ в Уикипедия на английски и руски език. Оригиналните текстове, както и този превод, са защитени от Лиценза „Криейтив Комънс – Признание – Споделяне на споделеното“, а за творби, създадени преди юни 2009 година – от Лиценза за свободна документация на ГНУ. Прегледайте историята на редакциите на оригиналните страници тук и тук, за да видите списъка на техните съавтори. ВАЖНО: Този шаблон се отнася единствено до авторските права върху съдържанието на статията. Добавянето му не отменя изискването да се посочват конкретни източници на твърденията, които да бъдат благонадеждни. |